# Sartu
Sartu (en chino, 萨尔图; pinyin, Sàr'tú) es un distrito urbano bajo la administración directa de la Prefectura Daqing en la Provincia de Heilongjiang, República Popular China.  Su área es de 504 km² y su población total para 2010 superó los 320 mil habitantes.

## Administración
Desde julio de 2023, el  Distrito Sartu  se divide en 11 pueblos que se administrados en subdistritos.

## Toponimia
Hay dos teorías sobre el origen del topónimo: la primera se deriva de "Sart" (en mongol: ᠰᠠᠷᠠᠲᠤ, transliteración Sart, en cirílico: сарт Sart, que significa "lugar donde sale la luna"), los pastores pastan durante el día y cuidan su ganado en la noche, donde la luna es
fuente de luz. A los pastores les gusta la luna y la consideran un símbolo de belleza. "Sar", se refiere a la luna; "Tu" es un sufijo aplicado al lugar . 
La segunda teoría se mezcla con la visión manchú: debido a que la zona hace mucho viento en primavera, a menudo soplan fuertes vientos de nivel 5 y 6, que pueden levantar espuma alcalina y arena fina, lo que dificulta el trabajo de campo y los viajes, por eso la llaman Sartu " (Lugar) de arena ventosa".